# Commission des activités antiaméricaines de la Chambre des représentants
La Commission des activités antiaméricaines de la Chambre des représentants (en anglais House Committee on Un-American Activities abrégé en HCUA) est un comité d'enquête de la Chambre des représentants des États-Unis, établi en 1938 et dissous en 1975. Il est également appelé « House Un-American Activities Committee » (HUAC). Son nom signifie littéralement « Comité parlementaire sur les activités antiaméricaines ».
En 1969, la Chambre change le nom du comité en « Committee on Internal Security » (« Comité sur la sécurité intérieure »). Quand la Chambre supprime ce comité en 1975, ses fonctions sont transférées à la Commission judiciaire de la Chambre des représentants des États-Unis.
Les investigations anticommunistes du comité sont souvent confondues avec celles du sénateur Joseph McCarthy. Ce dernier, en tant que sénateur, n'avait pas de lien direct avec cette commission de la Chambre des représentants. Un précurseur de cette commission de McCarthy au Sénat fut l'Overman Committee de 1918 à 1919.

## Commission McCormack-Dickstein: les premières sessions (1934-1937)
La commission McCormack-Dickstein, issue de la Chambre des représentants, tire son nom de celui de son président John William McCormack et de celui de son vice-président Samuel Dickstein. Elle fut appelée « Special Committee on Un-American Activities Authorized to Investigate Nazi Propaganda and Certain Other Propaganda Activities », soit en français le « Comité spécial sur les activités anti-américaines autorisée à enquêter sur la propagande nazie et certaines autres activités de propagande ».
En 1934, la commission tient des sessions en public ou à huis clos dans six villes, durant lesquelles elle interroge des centaines de témoins. Le document rassemblant l'ensemble des témoignages représente alors 4 300 pages. Son mandat lui donne comme objectif de collecter « des informations sur comment la propagande subversive étrangère pénètre aux États-Unis et sur les organisations qui la propagent ».
La commission enquête et appuie l'hypothèse d'un complot fasciste dont le but serait de prendre le contrôle de la Maison-Blanche, machination connue sous le nom de Business Plot.
Elle est remplacée par une commission similaire qui se concentre sur la lutte contre la propagande communiste et ses agents d'infiltration, à l'instar de Michael Straight, homme de presse américain et parent de Jacqueline Kennedy, auteur des discours du président Roosevelt et fonctionnaire au département de l'Intérieur, qui fut un collaborateur des services secrets soviétiques dès 1938.

## Commission Dies: naissance du HUAC (1938-1944)
« House Committee on Un-American Activities » est le nom officiel du comité créé en mai 1938. Celui-ci porte le statut de commission d'enquête, ce qui est une nouveauté par rapport à la commission McCormack-Dickstein. Elle est présidée par Martin Dies Jr. et coprésidée par Samuel Dickstein. Dickstein se trouve être lui-même cité dans des documents du NKVD comme agent soviétique.[réf. nécessaire]
Dans les années précédant la Seconde Guerre mondiale et durant celle-ci, la commission est connue sous le nom de commission Dies. Son travail est censé viser principalement l'implication des Allemands américains dans des activités ayant trait au nazisme ou au Ku Klux Klan. Dans les faits, la commission s'est très peu intéressée au KKK. Quand le conseiller en chef du HUAC a annoncé que « la commission [avait] décidé qu'elle manquait de données sur lesquelles faire des recherches », le membre du comité John E. Rankin (en) a ajouté que « après tout, le KKK est une vieille institution américaine ». À la place du KKK, le HUAC a donc concentré ses efforts sur une enquête portant sur les infiltrations par le Parti communiste américain de la Work Projects Administration, y compris le Federal Theatre Project (en).
La commission Dies mène également une courte enquête sur les internements de guerre des Nippo-Américains vivant sur la côte ouest des États-Unis, durant la Seconde Guerre mondiale. Les investigations concernent tout d'abord la sécurité dans les camps (à propos en particulier des bandes de jeunes censées y avoir sévi), les questions d'approvisionnement en nourriture, et la libération des internés. À l'exception du Républicain Herman P. Eberharter (en), les membres du comité semblent apporter leur soutien au système des camps.
En 1938, Hallie Flanagan, directrice du Federal Theatre Project, est assignée à comparaître devant la commission pour répondre à l'accusation selon laquelle le projet est contrôlé en sous-main par les communistes. Flanagan est retenue pour témoigner pendant uniquement une partie de la journée, alors qu'un simple employé du projet est entendu pendant deux jours entiers. C'est durant cette enquête que l'un des membres du comité pose à Flanagan la célèbre question de savoir si Christopher Marlowe, dramaturge anglais de l'ère élisabéthaine, était membre du parti communiste.
En 1939, la commission s'intéresse aux meneurs de l'American Youth Congress (en), organisation affiliée au Comintern.

## 1946: le HUAC, comité permanent
En 1946, le HUAC obtient du Congrès le statut de commission permanente (« standing committee »). Le nouveau mandat du comité spécifie qu'elle est composée de neuf représentants qui enquêtent sur des cas supposés de subversion ou de propagande qui attaquent « la forme de gouvernement garantie par notre Constitution ».
C'est sous ce mandat que la commission fixe son attention sur les communistes réels ou supposés occupant des postes importants, ou sur l'influence que le communisme est censé avoir dans la société américaine. La première de ces investigations avait eu lieu en 1938 au sein du Federal Theatre Project.
Le 31 juillet 1948, le HUAC entend comme témoin Elizabeth Bentley (en), espionne pour le compte du Parti communiste des États-Unis d'Amérique et des Soviétiques jusqu'à sa défection en 1945. C'est l'ancienne compagne de Jacob Golos (en), un des principaux espions soviétiques aux États-Unis, impliqué dans la préparation de l'assassinat de Léon Trotski. Elle cite trente noms d'employés du gouvernement qui auraient été des communistes infiltrés dont un certain « Eugene Hiss ». Le 3 août 1948, le HUAC entend cette fois-ci Whittaker Chambers, ancien senior editor de Time qui avait été membre du parti communiste jusqu'en 1937. Il cite les noms de neuf employés du gouvernement qui auraient été membres du parti communiste. Parmi eux, Alger Hiss, un ancien haut diplomate du département d'État, qui avait participé aux préparatifs de la conférence de Yalta. Il est depuis 1946 le président de la Fondation Carnegie pour la paix Internationale (Carnegie Endowment for International Peace). Alger Hiss comparaît devant la commission le 5 août 1948. Il nie fermement toutes les accusations portées par Whittaker Chambers. Chambers produit en novembre 1948 soixante-cinq pages de copie de documents du département d'État fournis, d'après lui, par Alger Hiss ; il produit également des notes manuscrites qu'il attribue à ce dernier. Les allégations d'espionnage étant prescrites, Alger Hiss est condamné pour faux témoignage sous serment, le 21 janvier 1950, à cinq ans de prison. La commission prouve alors ainsi l'utilité des commissions du Congrès dans la lutte contre la subversion communiste. La gauche démocrate continue de traiter Alger Hiss comme la victime d'une « chasse aux sorcières » malgré son identification comme agent soviétique en 1988 par Oleg Gordievsky et en 1994 par la révélation du projet Venona.

## Les Dix d'Hollywood
En 1947, la commission tient neuf jours d'audiences sur la présence d'une supposée influence et propagande communistes dans l'industrie cinématographique d'Hollywood. Les « Dix d'Hollywood » sont les dix producteurs, auteurs et/ou réalisateurs qui ont été condamnés pour avoir refusé de répondre aux questions du comité et ont été inscrits sur une liste noire dans l'industrie. Finalement, ce sont plus de 300 artistes qui ont été boycottés par les studios. Ceux-ci sont des réalisateurs, des commentateurs radio, des acteurs et particulièrement des scénaristes. Certains, à l'image de Charlie Chaplin, quittent les États-Unis pour retrouver du travail. D'autres écrivent sous des pseudonymes ou sous le nom de collègues. Seulement un sur dix environ réussira à se reconstruire une carrière dans l'industrie du divertissement.
En 1947, les dirigeants des studios demandent à la commission de reconnaître que certains films sortis sur les écrans pendant la Seconde Guerre mondiale, comme Mission à Moscou (Mission to Moscow), L'Étoile du Nord (The North Star) et Song of Russia, peuvent en fait être considérés comme de la propagande pro-soviétique, mais que ces films étaient précieux dans le contexte de l'effort de guerre allié, et ont été tournés, dans certains cas, à la demande de représentants officiels de la Maison Blanche. En réponse aux investigations menées, la plupart des studios produisent alors un certain nombre de films de propagande anti-communistes et anti-soviétiques, comme Big Jim McLain avec John Wayne, Trahison à Budapest à propos du procès de l'évêque hongrois József Mindszenty, torturé et emprisonné sous la dictature communiste, The Red Menace (en), Le Danube rouge, La Grève des dockers, Red Planet Mars ou I Was a Communist for the FBI qui est nommé aux Oscars dans la catégorie du meilleur film documentaire en 1951 et également adapté à la radio sous forme de série. Universal-International Pictures est le seul des principaux studios à ne pas produire ce type de films.[réf. nécessaire]

## Le déclin

Dessin du drapeau vietcong dont Jerry Rubin se drape pour se rendre à l'une des audiences du HUAC.

Le HUAC perd une partie considérable de son prestige après l'assignation à comparaître en 1967 de Jerry Rubin et Abbie Hoffman, membres des Yippies, et également après la convention démocrate de 1968. À la différence des précédentes personnes interrogées par la commission, les Yippies ne respectent en effet pas plus les membres du HUAC qu'ils ne les craignent, et ils utilisent alors l'attention médiatique pour se moquer du comité.
Rubin se rend ainsi à l'une des sessions habillé en soldat de la guerre d'indépendance, et distribue aux personnes présentes des copies de la Déclaration d'indépendance. Puis il « fait d'immenses bulles de chewing-gum pendant que ses témoins raillent la commission en faisant à ses membres des saluts nazis ».
Hoffman se présente quant à lui à une session déguisé en père Noël. À une autre occasion, la police arrête Hoffman à l'entrée du bâtiment pour être habillé d'un drapeau américain. Ce dernier déclare à la presse : « Je regrette de n'avoir qu'une seule chemise à donner à mon pays », détournement d'une phrase attribuée au révolutionnaire patriote Nathan Hale. Pendant ce temps, Rubin, qui quant à lui a revêtu le drapeau « assorti », le drapeau Vietcong, proteste et s'écrie que les forces de police sont communistes pour ne pas l'arrêter également.

## Responsables
Durant son existence, le comité eut pour responsables :

### Special Investigation Committee
- Martin Dies Jr., 1938–1944

### House Committee on Un-American Activities
Présidents
- Edward J. Hart (D-NJ), 1945–1946
- John Parnell Thomas (R-NJ), 1947–1948
- John Stephens Wood (D-GA), 1949–1953
- Harold Himmel Velde (R-IL), 1953–1955
- Francis Walter (D-PA), 1955–1965
- Edwin Edward Willis (D-LA), 1965–1969

### House Committee on Internal Security
- Richard Howard Ichord Jr., chairman 1969–1975

Membres notables :
- Richard Nixon
- Gordon H. Scherer
- Karl E. Mundt
- Felix Edward Hébert
- John Elliott Rankin
- Richard B. Vail
- Donald L. Jackson
- Jerry Voorhis

## Personnalités ayant été auditionnées
- Bella Dodd
- Kenneth Goff
- Manning Johnson
- Bella Lewitzky
- George Racey Jordan